# Ornitina

Ornitina

La ornitina es un aminoácido dibásico, sintetizado en el citosol como producto del glutamato. Se forma por la acetilación de su grupo amino, fosforilación y reducción del derivado acetilado a N-acetilglutamico-γ-semialdehído. Una transaminación subsecuente produce α-N-acetilornitina que, liberando el grupo acetil, forma ornitina. Puede incorporarse al ciclo de la urea para formar citrulina. Además, es el precursor de la poliamina putrescina. Es el precursor y el postcursor biosintético de la arginina. La ornitina se degrada por intermedio del semialdehído glutámico, utilizando la misma vía que la prolina y el ácido glutámico. También es un precursor de IGF la hormona de crecimiento humana.